# ISO 3166-2:MX

Mexikanische Bundesstaaten und Mexiko-Stadt

Die Liste der ISO-3166-2-Codes für  Mexiko enthält die Codes für die 31 mexikanischen Bundesstaaten (estados) und die Hauptstadt (den ehemaligen Bundesdistrikt, distrito federal).

Die Codes bestehen aus zwei Teilen, die durch einen Bindestrich voneinander getrennt sind. Der erste Teil gibt den Landescode gemäß ISO 3166-1 (für  Mexiko MX), der zweite den Code für die Bundesstaaten, bzw. für Mexiko-Stadt wieder.
Die aktuellen Codes stehen auf der Seite der ISO unter #iso:code:3166:MX zur Verfügung.

| Bundesstaat               | Code   |
| ------------------------- | ------ |
| Aguascalientes            | MX-AGU |
| Baja California           | MX-BCN |
| Baja California Sur       | MX-BCS |
| Campeche                  | MX-CAM |
| Chiapas                   | MX-CHP |
| Chihuahua                 | MX-CHH |
| Coahuila                  | MX-COA |
| Colima                    | MX-COL |
| Durango                   | MX-DUR |
| Guanajuato                | MX-GUA |
| Guerrero                  | MX-GRO |
| Hidalgo                   | MX-HID |
| Jalisco                   | MX-JAL |
| México                    | MX-MEX |
| Mexiko-Stadt (Hauptstadt) | MX-CMX |
| Michoacán                 | MX-MIC |
| Morelos                   | MX-MOR |
| Nayarit                   | MX-NAY |
| Nuevo León                | MX-NLE |
| Oaxaca                    | MX-OAX |
| Puebla                    | MX-PUE |
| Querétaro                 | MX-QUE |
| Quintana Roo              | MX-ROO |
| San Luis Potosí           | MX-SLP |
| Sinaloa                   | MX-SIN |
| Sonora                    | MX-SON |
| Tabasco                   | MX-TAB |
| Tamaulipas                | MX-TAM |
| Tlaxcala                  | MX-TLA |
| Veracruz                  | MX-VER |
| Yucatán                   | MX-YUC |
| Zacatecas                 | MX-ZAC |